# Nationale Universiteit van Taipei voor Technologie
De NNationale Universiteit van Taipei voor Technologie (Taipei Tech, Chinees: 國立臺北科技大學) is een publieke onderzoeksuniversiteit, gevestigd in Taipei, Taiwan. De universiteit werd opgericht in 1912 als School voor Industriële Instructie en was een van de eerste hoger onderwijsinstituten van het eiland. In 1990 kreeg ze de status van volwaardig universiteit waarna ze in 1997 haar huidige naam kreeg.
In de QS World University Rankings van 2020 staat de Nationale Universiteit van Taipei voor Technologie wereldwijd op een 511-520ste plaats, waarmee het de 11e Taiwanese universiteit op de ranglijst is.